# Bonzo Goes to Bitburg
Bonzo Goes to Bitburg ist ein Lied der US-amerikanischen Punkrock-Band Ramones. Es erschien im Juni 1985 über Beggars Banquet Records. Es handelt sich um einen der wenigen politischen Songs der Ramones und behandelt die sogenannte Bitburg-Kontroverse um den US-amerikanischen Präsidenten Ronald Reagan.

## Entstehungshintergrund
Während eines Deutschland-Besuchs des US-Präsidenten Ronald Reagan besuchte er am 5. Mai 1985 den Militärfriedhof in Bitburg. Er legte dort einen Kranz nieder und hielt eine Ansprache auf einer nahegelegenen Militärbasis. Der Plan hatte bereits im Vorfeld Kontroversen ausgelöst, denn auf dem Friedhof lagen auch 49 Mitglieder der Waffen-SS.
In der US-amerikanischen Punk- und Hardcore-Punk-Szene war Ronald Reagan ein sehr unbeliebter Politiker, insbesondere wegen seiner konservativen und autoritären Ansichten. Joey Ramone erinnerte sich später an die Entstehung des Songs. Als Jude fühlte er sich selbst betroffen von dem Auftritt des Präsidenten auf dem Bitburger Militärfriedhof. Ihm kam es so vor, als würde Reagan „einfach auf jeden scheißen“.

“We had watched Reagan going to visit the SS cemetery on TV and were disgusted. We’re all good Americans, but Reagan’s thing was like forgive and forget. How can you forget six million people being gassed and roasted?”

„Wir haben Reagan im Fernsehen gesehen, wie er diesen SS-Friedhof besucht hat, und waren angewidert. Wir sind alle gute Amerikaner, aber Reagans Ding war das Vergeben und Vergessen. Wie kann man vergessen, dass sechs Millionen Menschen vergast und verbrannt wurden?“

Die Phrase „Bonzo Goes to Bitburg“, die Pate für den Titel stand, war keine Erfindung der Ramones, sondern wurde bereits bei den Protesten gegen Reagans Friedhofsbesuch geäußert. Sie lehnt sich an Reagans Filmkarriere an und ist der Name eines Schimpansen in der Komödie Bedtime for Bonzo (1951), in dem Ronald Reagan mitspielte. Tatsächlich gab es noch einen weiteren Film, der ebenfalls Pate für den Titel stand, nämlich Bonzo Goes to College, in dem Reagan allerdings nicht mitspielte.
In den Songwriter-Credits werden Joey Ramone, Dee Dee Ramone sowie Produzent Jean Beauvoir (ex-Plasmatics) geführt. Die meisten Kenner gehen davon aus, dass Joey Ramone den Löwenanteil des Songs verfasst hat, wobei Mickey Leigh, Joeys Bruder, dies Dee Dee Ramone zuschreibt.
Die Aufnahmen fanden in den Intergalactic Studios von New York City statt. Jean Beauvoir produzierte das Lied.

## Veröffentlichung
Bonzo Goes to Bitburg erschien im Juni 1985 über Beggars Banquet Records als 7"-Single und 12"-Maxi-LP exklusiv im Vereinigten Königreich. Das Cover zeigte zunächst Reagan bei einer Rede im KZ Bergen-Belsen und dazu eine Aufnahme des Militärfriedhofs sowie Soldaten beim Appell. Bei späteren Pressungen wurde die Reagan-Aufnahme abgedeckt. Diese Maßnahme wurde vom Melody Maker damit begründet, dies sei auf Druck der Moral Majority, der Patriotic League of the Alamo und der SS passiert. Die Single enthielt als B-Seite den bereits vom Album Too Tough to Die (1984) bekannten Song Daytime Dilemma (Dangers of Love). Für die Maxi-LP-Version wurde mit Go Home Ann ein Song verwendet, der bisher noch auf keinem Album oder einer Kompilation wiederveröffentlicht wurde.
Die Single enthielt
7’’-Version
- A-Seite: Bonzo Goes to Bitburg
- B-Seite: Daytime Dilemma (Dangers of Love)[7]

12’’-Version
- A-Seite: Bonzo Goes to Bitburg
- B-Seite: Go Home Ann/Daytime Dilemma (Dangers of Love)

Sire Records, das US-amerikanische Label der Ramones, weigerte sich, die Single herauszugeben. Produktmanager Suzanne Emils verwies auf finanzielle und politische Gründe. Ein Mitarbeiter des Mutterlabels Warner Bros. Records dagegen gab an, sie hielten den Song nicht für gelungen, er würde aber auf einem zu Weihnachten erscheinenden Best-of-Album zu finden sein. Das vermutlich gemeinte Ramones Mania erschien allerdings erst vier Jahre später. Dort ist die Singleversion enthalten. Vorher erschien eine überarbeitete Version unter dem Titel My Brain Is Hanging Upside Down (Bonzo Goes to Bitburg) auf dem 1986er Album Animal Boy. Der Titel wurde angepasst und diente als Marginalisierung, da Johnny Ramone, ein glühender Verehrer von Reagan, mit dem Song bereits vorher nicht einverstanden war.
Eine Liveversion wurde 1991 auf dem Album Loco Live veröffentlicht. Die Studioversion wurde außerdem 2003 für den Film School of Rock verwendet.

## Rezeption
Die Single erreichte Platz 81 in den britischen Charts und blieb zwei Wochen in den Charts. In den Vereinigten Staaten war die Single nur als Import erhältlich, wurde jedoch im amerikanischen College-Radio gespielt.
Aufgrund des Liedes wurde Joey Ramone eingeladen, sich an Steven Van Zandts Projekt Artists United Against Apartheid zu beteiligen. Joey sang auf der Single Sun City dann auch eine Zeile gegen Reagans Politik.
Im jährlichen  Pazz & Jop Critics Poll der Village Voice wurde Bonzo Goes to Bitburg als fünftbeste Single bewertet.

## Coverversionen
- 1991: The Agnews auf Gabba Gabba Hey: A Tribute to the Ramones (Tribute-Sampler)
- 1999: The Huntingtons auf File Under Ramones
- 2001: Blanks 77 auf Ramones Maniacs (Tribute-Sampler)
- 2004:  Dicky Barrett, Lawrence Katz, Marky Ramone und C.J. Ramone auf Too Tough to Die: A Tribute to Johnny Ramone (DVD)
- 2005: Wednesday Night Heroes auf Move to Press EP
- 2006: Trashlight Vision auf Alibis and Ammunition
- 2009: MxPx auf On the Cover II
- 2013: Iron Chic auf Spooky Action EP